# Stasimopus maraisi
Stasimopus maraisi là một loài nhện trong họ Ctenizidae. S. maraisi được miêu tả năm 1914 bởi J. Hewitt.